# Collide (canción)
«Collide» (en español: 'Chocar') es una canción interpretada por la artista británica Leona Lewis y el disc-jockey y productor sueco Avicii. Escrita por Tim Bergling, Simon Jeffes, Arash Pournouri, Autumn Rowe, Sandy Wilhelm, y producida por Wilhelm —bajo su nombre artístico Sandy Vee— y The Young Boys; es un tema de amor inspirado en la música house, la instrumentación de éste consiste en riffs de piano y una guitarra. Se grabó para el tercer álbum de estudio de Lewis Glassheart, pero no se incluyó en la lista de canciones final del álbum. 
Tras el lanzamiento del sencillo, Avicii afirmó que Lewis y su sello discográfico, Syco, habían sampleado su canción «Penguin» sin su autorización, y los acusaron de plagio. Antes de que la demanda presentada por Avicii y su sello discográfico llegara a un tribunal supremo, Syco anunció que la canción sería un lanzamiento conjunto entre Lewis y Avicii. Se estrenó en el Reino Unido el 15 de julio de 2011 y se envió a la radio australiana el 22 de agosto de 2011, además se lanzó digitalmente a través de iTunes Store el 2 de septiembre, como parte de una colección de la canción original, así como de remezclas de Afrojack, Cahill, Alex Gaudino y Jason Rooney. El remix de Afrojack se incluye como una pista adicional en la edición de lujo de Glassheart.
«Collide» recibió una respuesta mixta de la prensa especializada. Algunos alabaron la interpretación vocal de Lewis y la compararon con «Firework» de Katy Perry, mientras que otros criticaron su estructura musical; el tema tuvo un gran éxito comercial y alcanzó su punto máximo entre los cinco primeros lugares de las listas de sencillos en Irlanda, Escocia y el Reino Unido. También alcanzó el número uno en la lista Dance Club Songs de Estados Unidos. Lewis también la interpretó en el programa de juegos Red or Black? y en el club nocturno de Londres G-A-Y, junto con otras más. En la ceremonia de los Premios Grammy de 2012, el remix de Afrojack recibió una nominación a Mejor grabación remezclada.

## Antecedentes y lanzamiento
Lewis comenzó a planear su tercer álbum de estudio Glassheart en junio de 2010, poco después de completar su primera gira principal: The Labyrinth. Arash Pournouri, Autumn Rowe, Sandy Wilhelm, Simon Jeffes y Tim Bergling se encargaron de la escritura de la canción, con la producción a cargo de Wilhelm (bajo su nombre artístico de Sandy Vee) y Youngboyz.El 14 de julio de 2011, Lewis anunció a través de su cuenta oficial de Twitter que el sencillo debutaría en el Reino Unido en el programa de entrevistas de radio The Scott Mills Show al día siguiente: «Estoy muy emocionada de avisarte que sintonices el programa de Scott Mills en Radio One mañana para escuchar de manera exclusiva mi sencillo del verano, “Collide” (sic)».
«Collide» llegó a la radio mainstream de Australia el 22 de agosto de 2011. El 2 de septiembre, estuvo disponible para descarga digital en iTunes como parte de una colección que incluía la canción original y remixes de Afrojack, Cahill, Alex Gaudino y Jason Rooney en Austria, Irlanda, Italia, Suecia, Suiza, Reino Unido y Estados Unidos. En Alemania, se publicó como sencillo en CD el 16 de septiembre. Glassheart iba a salir en noviembre de 2011, después de «Collide», pero sufrió varios retrasos: primero hasta principios de 2012, luego hasta julio y finalmente hasta octubre de ese año.

## Controversia de muestreo

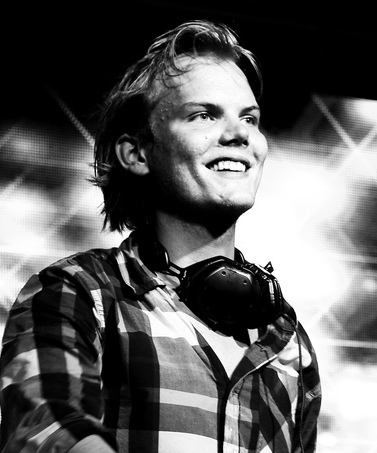
«Collide» contiene una muestra de la canción de Avicii «Fade into darkness».

Poco después del estreno de «Collide», la canción  recibió comparaciones con «Penguin», una pista instrumental de dance del disc-jockey y productor sueco Avicii. Esta, a su vez, muestrea el instrumental de «Perpetuum Mobile» de Penguin Cafe Orchestra. Inicialmente, «Collide» acreditó únicamente a Lewis como artista, lo que llevó a Avicii a demandarla junto a su sello discográfico, Syco, alegando que habían sampleado su versión de la canción sin permiso. Según su mánager, Ash Pournouri, creían que Lewis solo tomaría como referencia la versión original de Penguin Cafe Orchestra. Según Pournouri, pensaban que Lewis samplearía la versión original de Penguin Cafe Orchestra, pero en su lugar copiaron la de Avicii. Añadió que nunca autorizaron a Syco a reproducir su pista y que los derechos de muestreo originales pertenecían a Simon Jeffes, por lo que la aprobación no dependía de ellos. Como parte de la demanda por no recibir crédito en «Collide», Avicii intentó suspender su lanzamiento hasta alcanzar un acuerdo.
Antes de que el caso llegara al tribunal supremo, Lewis tuiteó que Avicii sabía perfectamente que su canción estaba incluida en «Collide»: «En lo que respecta a mi canción, Avicii estaba al tanto y acordó la división de la publicación para él y su representante. Cuando envió su tema para que escribieran una canción sobre él, me enamoré totalmente de esta versión y creo que tiene mucho talento». Syco también respondió al reclamo y afirmó que siempre habían considerado incluir a Avicii en el proyecto y que recibiría crédito.Avicii, por su parte, acusó a Lewis y su discográfica de mentir sobre una supuesta colaboración. En respuesta, tuiteó: «Gracias por acusarme de mentir y hablar en mi nombre. Como nunca nos hemos visto ni hablado, por favor, haznos saber a mí y a mi mánager quién te ha dicho eso y qué confirmación te ha dado».Horas antes de la audiencia en el tribunal supremo, Syco anunció que ambos sellos discográficos habían llegado a un acuerdo: Avicii aparecería como artista invitado en «Collide», mientras que Lewis figuraría como la artista principal. Tanto Avicii como su sello discográfico quedaron satisfechos con el resultado. El DJ expresó: «Me alegra FINALMENTE haber resuelto la situación con Leona. La música es la respuesta... Finalmente hemos llegado a un acuerdo... Estoy feliz de seguir adelante y centrarme en hacer hits... También de trabajar con Leona y lograr un éxito juntos». Ella, por su parte, declaró: «Avicii es un talento emergente; creemos que merece una oportunidad justa para convertir este disco en el éxito que se merece».

## Composición y letra

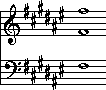
La pista usa una tonalidad de fa sostenido mayor.

La pieza se compuso en una tonalidad de fa sostenido mayor, utilizando la signatura de compás y un ritmo de 125 latidos por minuto. Según Michael Cragg de The Guardian, se basa en un «beat palpitante» que incorpora elementos de house. La instrumentación incluye riffs de piano y guitarra. El rango vocal de Lewis abarca casi una octava, desde la nota baja de G♯3 hasta la nota alta de E♭5, y usa armonías a lo largo de la pieza.
Amy Sciarretto de Popcrush señaló que Lewis parecía estar conteniendo su voz, al comentar: «Lewis ejerce una increíble contención, ya que no deja que su notable voz, que llena la sala, se eleve como estamos acostumbrados». Sciarretto también destacó que, hacia el final, la cantante no muestra ningún tipo de reserva, un recurso común en la producción musical que permite al intérprete crear tensión. Desde el punto de vista lírico, «Collide» es una balada de amor, en la que Lewis canta: «Te levantaré cuando estés deprimido / Estaré ahí cuando no haya nadie cerca / Estoy en sintonía con lo que sientes / Todo esto es real / Cuando estés en lugares desconocidos / Cuenta conmigo en los cambios de la vida». La crítica también señaló que, en el momento en que Lewis interpreta la línea «Crash into me / At full speed», se permite no contenerse en su interpretación vocal, entregándola con «potencia y amplitud».

## Recepción

### Crítica
Amy Sciarretto, de Popcrush, elogió la voz de Lewis, destacando que suena «atractiva y cautivadora», e indicó que es precisamente lo que sus seguidores habían estado esperando. Sciarretto le otorgó tres de cinco estrellas posibles. Lewis Corner, de Digital Spy, alabó la pieza, y escribió que Lewis combinó su capacidad para ofrecer baladas potentes con una melodía orientada al baile. Además, la comparó con «Firework» de Katy Perry, también producida por Sandy Vee; sin embargo, señaló que Lewis interpreta «Collide» de una manera que aleja la comparación.Katherine St. Asaph, de Popdust, criticó el tema. Aunque mencionó que Lewis se estaba aventurando en el mundo del dance, donde artistas como David Guetta y Kylie Minogue han cosechado gran éxito, y que su voz es icónica en comparación con ambos, consideró que la entrega seguía siendo deficiente, y escribió: «Los versos letárgicos de dos notas hacen que su voz suene menos ronca que aburrida, una emoción que un sencillo de regreso nunca debería evocar». Michael Cragg, de The Guardian, opinó que la pieza parecía aumentar y disminuir en los momentos equivocados, y que su estructura no estaba cohesionada. Añadió que Lewis hace un «trabajo pasable como diva del dance», y señaló los parecidos entre «Collide» y «Penguin». Dara Hickey, de Unreality Shout, otorgó a la canción una calificación de tres estrellas sobre cinco y la comparó con el estilo de Katy Perry. Sin embargo, señaló que, si esta era la nueva dirección artística de Lewis, presentaba tanto ventajas como desventajas. Según Hickey, por un lado, la canción podría captar la atención del público y destacar su característico rango vocal, pero, por otro, corría el riesgo de hacer que Lewis sonara similar a muchos otros artistas del género. Ron Slomowicz, de About.com, describió el tema como «mágico», en parte debido al cambio de género de Lewis. Dijo que: «La voz inolvidablemente bella de Leona encaja perfectamente en la pista y el coro es muy conmovedor». Tim Stack, de Entertainment Weekly, solo tuvo críticas negativas, al declarar que se trataba de «una inmersión equivocada en el dance-pop» que «aterriza con un gran golpe».

#### Premios
| Año  | Ceremonia      | Premio                                                     | Resultado | Referencia |
| ---- | -------------- | ---------------------------------------------------------- | --------- | ---------- |
| 2012 | Premios Grammy | Mejor grabación remezclada, no clásica (remix de Afrojack) | Nominado  | [ 29 ]     |

### Comercial

En Estados Unidos, «Collide» se convirtió en el primer éxito número uno de Leona Lewis en la Hot Dance Club Songs de la revista Billboard.

«Collide» debutó en las listas de éxitos de Estados Unidos al alcanzar el puesto 32 en Dance Club Songs para la semana del 20 de agosto de 2011. La semana siguiente, un aumento en las reproducciones en los clubes impulsó su ascenso al número 22, y en su tercera semana, llegó al número 16. Para la semana del 17 de septiembre de 2011, la canción entró en el top diez, ubicándose en el número seis. En su séptima semana, alcanzó el número uno el 1 de octubre de 2011 y se le reconoció como el Mayor Ganador de esa semana. Este logro marcó el primer número uno de Lewis en la lista de Dance Club Songs, y solo su segunda canción en alcanzar esa posición, siendo la primera «Bleeding Love» en mayo de 2008, que llegó al número 11. Además, «Collide» se colocó en el puesto 46 en la lista de Hot Dance Club Play de Billboard para el fin de año.En Irlanda, debutó en el número tres el 8 de septiembre de 2011 y se mantuvo en el top diez en su segunda semana, donde alcanzó el número ocho. La canción fue la novedad más alta de la lista irlandesa esa semana.
En Bélgica (Flandes), alcanzó el número 13 el 9 de septiembre de 2011 y permaneció en la lista durante un mes. También subió al número seis en la lista de música dance de Bélgica el 1 de octubre de 2011, donde permaneció durante diez semanas.En el Reino Unido, debutó en el número cuatro de la UK Singles Chart el 17 de septiembre de 2011. La semana siguiente, cayó al número diez y luego al número 18 en su tercera semana. «Collide» se convirtió en el séptimo sencillo top cinco de Lewis en el Reino Unido, y empató con Olivia Newton-John como las únicas solistas británicas con más sencillos en el top cinco. A continuación, siguieron éxitos como «A Moment Like This» (número uno en 2006), «Bleeding Love» (2007), y varios otros en los años siguientes. Desde diciembre de 2013, Lewis ostenta el récord de artista femenina británica en solitario con más sencillos en el Top 5 del Reino Unido, con un total de ocho.
La canción debutó en la lista digital del Reino Unido en el número cinco. En Escocia, debutó en el número cuatro el 17 de septiembre de 2011 y descendió una posición hasta el número cinco la semana siguiente. En Austria, entró en el número 29 el 23 de septiembre de 2011 y se mantuvo en la lista durante dos semanas más.

#### Listas

##### Semanales
| América del Norte |                       |    |        |
| Estados Unidos    | Dance/Club Play Songs | 1  | [ 49 ] |
| Europa            |                       |    |        |
| Austria           | Ö3 Austria Top 40     | 29 | [ 50 ] |
| Bélgica (Flandes) | Dance Songs           | 6  | [ 51 ] |
| Bélgica (Flandes) | Ultratop              | 13 | [ 51 ] |
| Escocia           | Top 100 Singles Chart | 4  | [ 52 ] |
| Eslovaquia        | Top 100 Singles Chart | 89 | [ 53 ] |
| Irlanda           | Irish Singles Chart   | 3  | [ 37 ] |
| Letonia           | European Hit Radio    | 24 | [ 54 ] |
| Portugal          | Top 30 Ringtones      | 25 | [ 55 ] |
| Reino Unido       | UK Digital Chart      | 5  | [ 45 ] |
| Reino Unido       | UK Singles Chart      | 4  | [ 56 ] |
| Europa            | European Hot 100      | 16 | [ 57 ] |
| Asia              |                       |    |        |
| Japón             | Japan Hot 100         | 32 | [ 58 ] |

| Predecesor: «California King Bed» de Rihanna | Dance/Club Play Songs — Sencillo N° 1 22 de septiembre de 2011 — 29 de septiembre de 2011 | Sucesor: «I'm Still Hot» de Luciana |

##### Anuales
| América del Norte |                |                       |    |        |
| 2011              | Estados Unidos | Dance/Club Play Songs | 46 | [ 59 ] |

## Video musical
Ethan Ladder dirigió el video musical de «Collide», que se filmó en una playa de Malibú, California. El concepto se describió como una «hermosa pieza cinematográfica» que resaltaría la belleza natural de Leona Lewis, con un enfoque atractivo, sexy y orgánico. Según los comentarios del equipo, el video sería una representación conmovedora de la moda, buscando encontrar la belleza en las sutilezas de la vida. Se mencionó que se requerían modelos con un estilo similar al de Abercrombie & Fitch, y que se aceptaban «pequeños tatuajes» para ayudar a establecer el tono adecuado.
Durante gran parte del video, Lewis aparece en la playa en diversas escenas, como sentada en un viejo coche descapotable, rodeada de amigos. En esta escena, lleva un bikini de lunares. Otras tomas muestran a Lewis de pie en la parte poco profunda del océano y sentada alrededor de un fuego en la playa. A medida que avanza, el video transita del día a la noche. Ryan Love, de Digital Spy, elogió el video al comentar que «[el video] ve a Lewis lucir un nuevo look mientras se relaja con sus amigos durante el día y la noche». Por su parte, Robbie Daw, de Idolator, comparó las «imágenes de la fiesta en la arena» con el video de Katy Perry para «Teenage Dream».

## Presentaciones en vivo
Lewis interpretó la canción en vivo por primera vez durante el primer episodio del concurso Red or Black?. Esa misma noche, tras su actuación en el programa, la cantó en un mini set en el club nocturno londinense G-A-Y. La actuación consistió en rutinas de baile «obscenas» con bailarines masculinos casi desnudos, y la cantante llevaba un vestido negro hasta la rodilla con un emblema rojo en forma de corazón en el pecho. Nadia Sam-Dalir, del periódico The Sun, consideró que la artista «se había deshecho de su imagen recatada» en favor de «su rutina de baile más atrevida hasta la fecha, rodeada de musculosos galanes con el torso desnudo». Posteriormente, la presentó en el Hackney Weekend de Radio 1 el 24 de mayo de 2012. Durante ese set, incluyó una versión de «Coming Home» de Diddy - Dirty Money, y se unió a Wretch 32 en el escenario. También interpretó otros éxitos como «Better in Time», «Come Alive», una nueva canción de Glassheart, «Bleeding Love» y «Run», esta última junto al Hackney Community Choir. Además, la canción formó parte del setlist de su gira The Glassheart Tour en 2013, donde se presentó como la cuarta canción del espectáculo.

## Formatos
- Digitales

| EP Remixes |                                               |          |  |
| N.º        | Título                                        | Duración |  |
| 1.         | «Collide» (Radio Edit)                        | 3:59     |  |
| 2.         | «Collide» (Extended Version)                  | 6:47     |  |
| 3.         | «Collide» (Afrojack Remix)                    | 5:54     |  |
| 4.         | «Collide» (Alex Gaudino & Jason Rooney Remix) | 7:37     |  |
| 5.         | «Collide» (Cahill Remix)                      | 6:18     |  |

| EP Remixes 2 |                                                            |          |  |
| N.º          | Título                                                     | Duración |  |
| 1.           | «Collide» (Extended Versión Instrumental)                  | 6:46     |  |
| 2.           | «Collide» (Extended Dub Mix)                               | 6:47     |  |
| 3.           | «Collide» (Afrojack Festival Remix Instrumental)           | 6:03     |  |
| 4.           | «Collide» (Alex Gaudino & Jason Rooney Remix Radio Edit)   | 3:17     |  |
| 5.           | «Collide» (Alex Gaudino & Jason Rooney Remix Instrumental) | 6:38     |  |
| 6.           | «Collide» (Cahill Remix Radio Edit)                        | 3:23     |  |
| 7.           | «Collide» (Cahill Remix Radio Edit Instrumental)           | 3:22     |  |
| 8.           | «Collide» (Cahill Remix Instrumental)                      | 6:14     |  |
| 9.           | «Collide» (Cahill Dub Mix)                                 | 6:08     |  |
| 10.          | «Collide» (Nay Ray Club Remix Radio Edit)                  | 4:08     |  |
| 11.          | «Collide» (Nay Ray Club Remix)                             | 7:59     |  |
| 12.          | «Collide» (Nay Ray Chill Out Remix)                        | 4:10     |  |

- Materiales

| Sencillo en CD |                            |          |  |
| N.º            | Título                     | Duración |  |
| 1.             | «Collide» (Radio Edit)     | 4:01     |  |
| 2.             | «Collide» (Afrojack Remix) | 5:54     |  |

## Créditos y personal
Créditos adaptados de Broadcast Music (BMI).
- Voz principal – Leona Lewis
- Artista invitado– Avicii
- Composición – Arash Pournouri, Autumn Rowe, Sandy Wilhelm, Simon Jeffes and Tim Berg
- Producción – Sandy Vee, Youngboyz

## Historial de lanzamiento
| País           | Fecha                    | Formato          | Sello discográfico     | Ref.          |
| -------------- | ------------------------ | ---------------- | ---------------------- | ------------- |
| Reino Unido    | 15 de julio de 2011      | Estreno radial   | Syco Music, Sony Music | [ 72 ] [ 68 ] |
| Australia      | 22 de agosto de 2011     | Estreno radial   | Syco Music, Sony Music | [ 73 ]        |
| Austria        | 2 de septiembre de 2011  | Descarga digital | Syco Music, Sony Music | [ 74 ]        |
| Irlanda        | 2 de septiembre de 2011  | Descarga digital | Syco Music, Sony Music | [ 75 ]        |
| Italia         | 2 de septiembre de 2011  | Descarga digital | Syco Music, Sony Music | [ 76 ]        |
| Suecia         | 2 de septiembre de 2011  | Descarga digital | Syco Music, Sony Music | [ 77 ]        |
| Suiza          | 2 de septiembre de 2011  | Descarga digital | Syco Music, Sony Music | [ 78 ]        |
| Reino Unido    | 4 de septiembre de 2011  | Descarga digital | Syco Music, Sony Music | [ 72 ] [ 68 ] |
| Estados Unidos | 6 de septiembre de 2011  | Descarga digital | J Records              | [ 79 ]        |
| Alemania       | 16 de septiembre de 2011 | Descarga digital | Syco Music, Sony Music | [ 7 ]         |